# Zygmunt Mazur
Zygmunt Mazur (ur. 1 stycznia 1922 w Wodzinowie, zm. 2001 w Laval-des-Rapides, Quebec, Kanada) – polski i kanadyjski artysta plastyk, malarz.

## Życiorys
W 1940 razem z matką i dwiema siostrami został aresztowany przez NKWD i wywieziony na Syberię, dwa lata później zwolniony podczas amnestii dołączył do tworzonej Armii Polskiej, z którą znalazł się na Bliskim Wschodzie. Podczas pobytu w Bejrucie rozpoczął studia na Académie Libanaise des Beaux-Arts, jego prace uczestniczyły tam w wystawach, m.in. w 1948 w organizowanej przez polską YMCA w American University pod nazwą „L’exposition des Jeunes Peintres Polonais au Liban” i rok później w Musee National „Exposition des Peintres Polonais de Beyrouth”, poślubił w tym czasie malarkę i studentkę prawa Marię Strawińską. W sierpniu 1949 razem z żoną osiadł na stałe w Kanadzie, pracował jako technik-ilustrator, a w wolnym czasie malował i rzeźbił. W 1950 wystawił swoje prace w dwóch dużych wystawach organizowanych w Montrealu, "Exhibition of Polish Artist" w Musee of Fine Arts oraz w "Exhibition of Slavonic Art" w Centrum Słowiańskim na Uniwersytecie Montrealskim oraz na McGill University. Jego twórczość z tamtego okresu nosi silne cechy ekspresjonizmu. W 1959 otrzymał zamówienie na wykonanie dekoracji New York Hotel w Toronto, do realizacji zastosował technikę kucia i łączenia białego metalu i mosiądzu. Próbował tworzyć w różnych technikach, malował, rzeźbił i tworzył arrasy i gobeliny, posiadając wszechstronne umiejętności w każdej dziedzinie osiągał sukces. Po 1970 wycofał się z uczestnictwa w wystawach, nadal tworzył, ale nie chciał aby jego twórczość była pokazywana publiczności, obawiał się utraty prywatności. Na początku lat 80. skupił się na tkactwie, niezadowolony z gotowych warsztatów tkackich skonstruował własny, który posiadał pochyłe krosna. Tkanie odbiegało od ogólnie przyjętego pionowego lub poziomego, przypominało pracę średniowiecznego skryby tworzącego rękopis. Stosował starodawną technikę tkacką pozwalającą na dowolne ustawianie osnowy i manipulowanie wątkiem.